# Arthur Dent
Arthur Dent è il protagonista della serie di romanzi di fantascienza umoristica Guida galattica per gli autostoppisti dello scrittore inglese Douglas Adams.

## Biografia
Arthur Dent è un normale essere umano, un giovane inglese che viene trascinato in giro per la galassia dal suo amico Ford Prefect, rivelatosi un alieno in un momento quanto mai provvidenziale: infatti, pochi istanti prima che la Terra venga disintegrata per fare posto ad una superstrada spaziale, riesce a salvarsi insieme all'amico facendosi dare un passaggio da un'astronave Vogon. Le sue avventure sono accompagnate da svariati compagni di viaggio, che comprendono, oltre l'amico Ford Prefect, suo cugino Zaphod Beeblebrox, la ragazza terrestre Trillian e Marvin, l'androide paranoico.

## Aspetto e personalità
Arthur affronta con notevole flemma le varie vicende che si succedono nella sua vita di autostoppista galattico, ma sempre con aria scanzonata e spesso incredula di fronte alla varietà e vastità dell'universo in cui si muove, anzi, in cui viene spesso violentemente strapazzato dai suoi altrettanto incredibili compagni di viaggio.
Il lungo giro per la galassia non cambierà Arthur Dent nel profondo del suo animo, gentile e innocente, ma gli insegnerà almeno a sapere sempre dov'è il suo asciugamano.

## Curiosità
Il suo nome è stato dato all'asteroide 18610 Arthurdent.